# Marija Žagar
Marija Žagar (tudi Marica Žagar), slovenska učiteljica in knjižničarka, * 20. junij 1896, Klanec pri Kozini, † 1. junij 1978, Brežice.

## Življenje in delo
Rodila se je v družini učitelja Mihaela in gospodinje Ivanke Žagar rojene Brus. Takoj po končani prvi svetovni vojni, ko je Primorska prišla pod Kraljevino Italijo, je oče, takrat nadučitelj na Kozini, z družino prebegnil v tedanjo Jugoslavijo in se naselil v Brežicah. Marija je leta 1921 končala učiteljišče in se zaposlila v Brežicah. Delala je tudi v telovadnem društvu Sokol, v katerem je bila dolga leta voditeljica ženskega oddelka in načelnica društva. Zaradi težav z zdravjem zapustila pedagoško poklic, ter se v Brežicah zaposlila kot uradnica v prosveti. Med drugo svetovno vojno je veliko pomagala bivšim kolegom, ki jih nemški okupator izgnal v Srbijo. Proti koncu vojne se je z mamo preselila v Kočevje in se tu aktivno vključila v delo Osvobodilne fronte.
Po osvoboditvi je odšla na Primorsko. Delala je na prosvetnem področju, pri društvenem delu in pevskih zborih, najprej do leta 1949 v Trstu, nato pa do 1955 v Kopru. V letih 1955-1965 pa je bila tajnica in knjižničarka v koprski Študijski knjižnici. Po upokojitvi pa se je vrnila v Brežice.